# Trigonostigma
Trigonostigma Kottelat & K. E. Witte, 1999 je rod sladkovodních paprskoploutvých ryb z čeledi kaprovitých. Český rodový název je razbora.

## Druhy
- Trigonostigma heteromorpha (Duncker, 1904) – razbora klínoskvrnná
- Trigonostigma espei (Meinken, 1967) – razbora Espeho
- Trigonostigma hengeli (Meinken, 1956) – razbora Hengelova
- Trigonostigma somphongsi (Meinken, 1958) – razbora menamská

## Popis
Razbory jsou drobné rybky dorůstající jen několik centimetrů.

## Rozšíření
Razbory pochází z jihovýchodní Asie – Malajský poloostrov a Sundské ostrovy.

## Význam
Razbory jsou akvarijní ryby. Prvně byl do Evropy v roce 1906 přivezen druh razbora klínoskvrnná.